# 브와제이 아우구스틴
브와제이 아우구스틴(폴란드어: Błażej Augustyn, 1988년 1월 26일 ~ )는 폴란드의 축구 선수이다.